# José María Mora y Daza
José María Mora y Daza (1820-1887) fue un obispo mexicano que fue el II Obispo de la entonces Diócesis de Veracruz, hoy en día Arquidiócesis de Xalapa y Arzobispo de Puebla.